# 種子加速器
種子加速器（英語：seed accelerators）或稱創業加速器是針對新創公司在固定期間內提供早期投資、輔導、訓練課程的公司或機構，並在訓練結束後帶領受培育公司向眾多創投進行簡報，以爭取投資機會。加速器與孵化器最大的不同在於加速器提供了投資，本身成為股東的，某種程度來說可以看成創投與孵化器的結合體。對於新創公司而言加速器最大的價值在於加速器成為公司的生命共同體，會積極地為公司尋找各種資源，讓公司能夠快速地成長。

## 歷史
加速器起源於美國，由保罗·格雷厄姆在2005年建立起了Y Combinator(YC)。由於YC的成功，陸續出現了其他的加速器，例如Techstars、Seedcamp等。如今，加速器已遍布美洲、歐洲、以及亞洲。

## 服務流程
大部分的加速器按照以下流程進行：
1. 大量徵件：條件寬鬆地對於大眾進行徵件
2. 嚴格篩選：經過層層的篩選機制，挑選出合意的公司。YC和TechStars的篩選率甚至只有1％～3％。
3. 早期投資：給予入選的公司投資並換取股權，金額大約在20,000美金至50,000美金之間。
4. 業師輔導：指派業師給新創公司，針對公司特性提供專業的建議及規劃。
5. 訓練課程：提供商業模式、財務規劃、法律知識、產品行銷等課程。
6. 天使輪募資：安排入選公司向創投或天使投資人進行簡報，爭取投資機會。

## 各地加速器

### 美國
- Y Combinator (公司)
- Techstars （页面存档备份，存于）
- 500 Startups （页面存档备份，存于）
- AngelPad. （页面存档备份，存于）

### 歐洲
- Entrepreneur First （页面存档备份，存于）
- Seedcamp （页面存档备份，存于）
- 33entrepreneurs （页面存档备份，存于）

### 亞洲
- SparkLabs Taipei （页面存档备份，存于）
- IAPS （页面存档备份，存于）
- 台灣創速 （页面存档备份，存于）
- StarFab創業加速器 （页面存档备份，存于）
- 中國加速 （页面存档备份，存于）
- AppWorks

## 台灣創業育成發展

### 政府創業資源
為營造優質的創業環境，協助創業種子期及創建期企業穩健發展，提高新創事業成功機率，政府透過各式創業輔導政策幫助新創企業，並彙整13個部會之創業輔導資源。而行政院新創基地 （页面存档备份，存于）以Hub概念，整合中央、地方政府及民間創業服務資源，打造一站式創業服務據點，提供家醫式創業諮詢、舉辦各類創業活動及課程，成為創業家、政府與民間社群交流之創業聚落。
此外，由經濟部中小及新創企業署成立之「新創圓夢網」則是彙整全臺灣政府及民間創業資源的網站，涵蓋中央部會及地方政府創業輔導計畫、活動課程、創業園區、民營共同工作空間等資源，扮演網路上一站式創業資源平臺角色。

### 台灣雲谷雲豹育成計畫
技術創新是國家經濟成長最重要的原動力之一，台灣雲端運算產業協會 （页面存档备份，存于）為促進雲端運算(Cloud Computing)、物聯網(IoT)、巨量資料(Big Data)及工業4.0（Industry 4.0）創新服務，培育台灣下一個科技產業明日之星，於2013年啟動台灣雲谷雲豹育成計畫，運用台灣硬體設計優勢資源，運用以大帶小創業機制及發揮產業群聚綜效，協助新創團隊進入國際市場，進而提高被投資價值。
2017年台灣雲谷雲豹育成計畫已邁入第五年，同年11月於台北華山進行總決賽，第五屆雲豹育成計畫共計11家新創公司榮獲獎項肯定。

### 金融科技創新園區
金融科技創新園區是台灣金管會委託台灣金融服務聯合總會執行的一個國家級種子加速器，目前實體園區座落於台北市中正區，於2018年成立，目前由資訊工業策進會金融科技中心營運。創新園區之目的在輔導國家金融科技產業以及金融機構進行創新輔導，包含法規面、資安面以及技術面。其包含三大功能：一、監理門診機制，定期邀集主管機關，會同園區執行團隊與法律顧問，針對新創業者提出問題進行法規上的釋疑。二、數位沙盒，事先與金融機構合作，匯集各家金融機構以及領域相關業者試用金融API，經過提案審查通過後，由園區作為中介將API提供新創業者進行創新應用，再進一步協助新創業者與金融機構媒合。三、聯合實證，整合多家金融機構需求，與新創業者於園區進行主題式創新應用實證，縮短過往進行實證所需時間。

## 外部連結
- 2016美國最佳加速器 （页面存档备份，存于）
- 歐洲最佳加速器 （页面存档备份，存于）